# UFC on Fuel TV 5
UFC on Fuel TV 5: Struve vs. Miocic（ユーエフシー・オン・フューエル・ティービー・ファイブ：ストルーフェ・バーサス・ミオシッチ）は、アメリカ合衆国の総合格闘技団体「UFC」の大会の一つ。2012年9月29日、イングランド・ノッティンガムのキャピタルFMアリーナで開催された。

## 大会概要
本大会ではステファン・ストルーフェとスタイプ・ミオシッチによるヘビー級ワンマッチが組まれた。
BAMMA世界ミドル級王者トム・ワトソン、キャリア11戦全勝のジミ・マヌワ、10戦無敗のグンナー・ネルソンがUFCデビュー。

### カード変更
負傷などによるカードの変更は以下の通り。
- リッチ・アトニート → ダマルケス・ジョンソン（第2試合）

- ファビオ・マルドナード vs. ユルゲン・クルト → クルトの引退により中止

- パスカル・クラウス vs. グンナー・ネルソン → クラウスの負傷により中止

## 試合結果

### プレリミナリーカード
第1試合 フェザー級ワンマッチ 5分3R
○  ロビー・ペラルタ vs.  ジェイソン・ヤング ×
1R 0:23 KO（右フック→パウンド）
第2試合 83kg契約ワンマッチ 5分3R
○  グンナー・ネルソン vs.  ダマルケス・ジョンソン ×
1R 3:34 リアネイキドチョーク
※ジョンソンの体重超過によりウェルター級から変更。
第3試合 ミドル級ワンマッチ 5分3R
○  ブラッド・タヴァレス vs.  トム・ワトソン ×
3R終了 判定2-1（30-27、28-29、29-28）
第4試合 フェザー級ワンマッチ 5分3R
○  アキラ・コラサニ vs.  アンディ・オーグル ×
3R終了 判定2-1（29-28、27-30、29-28）
第5試合 ライトヘビー級ワンマッチ 5分3R
○  ジミ・マヌワ vs.  カイル・キングスバリー ×
2R終了時 TKO（ドクターストップ）

### メインカード
第6試合 ウェルター級ワンマッチ 5分3R
○  チェ・ミルズ vs.  ドゥエイン・ラドウィック ×
1R 2:28 TKO（左膝の負傷）
第7試合 ウェルター級ワンマッチ 5分3R
○  ジョン・ハザウェイ vs.  ジョン・マグワイア ×
3R終了 判定3-0（30-27、30-27、30-27）
第8試合 ライト級ワンマッチ 5分3R
○  マット・ワイマン vs.  ポール・サス ×
1R 3:48 腕ひしぎ十字固め
第9試合 バンタム級ワンマッチ 5分3R
○  ブラッド・ピケット vs.  イーブス・ジャボウィン ×
1R 3:40 KO（右アッパー）
第10試合 ウェルター級ワンマッチ 5分3R
○  ダン・ハーディー vs.  アミール・サダロー ×
3R終了 判定3-0（29-28、29-28、30-27）
第11試合 ヘビー級ワンマッチ 5分5R
○  ステファン・ストルーフェ vs.  スタイプ・ミオシッチ ×
2R 3:50 TKO（スタンドパンチ連打）

### 各賞
ファイト・オブ・ザ・ナイト： ステファン・ストルーフェ vs. スタイプ・ミオシッチ
ノックアウト・オブ・ザ・ナイト： ブラッド・ピケット
サブミッション・オブ・ザ・ナイト： マット・ワイマン
各選手にはボーナスとして40,000ドルが支給された。